# Alfons Quera i Carré
Alfons Quera i Carré (Barcelona, 20 de novembre del 1967) és un historiador català.
Doctor en Ciències Humanes, del Patrimoni i de la Cultura per la Universitat de Girona. Màster en Recerca en Humanitats: Història, Art, Filosofia, Llengua i Literatura per la Universitat de Girona. Postgrau en Direcció Estratègica de Museus i Centres Patrimonials per la Universitat de Girona. Llicenciat en Història per la Universitat Autònoma de Barcelona.
En els darrers anys ha dirigit la seva formació i atenció professional envers la gestió de museus. En l’àmbit acadèmic ha intervingut en diferents àmbits de recerca en la literatura catalana i la història durant el període de la Guerra Civil (1936-1939) i de la postguerra. Ha publicat articles en llibres i revistes especialitzades en aquest període de la història recent. Ha estat director del Museu Memorial de l'Exili (2019-2021) i director general de la Casa de la Generalitat a Perpinyà (2022-2024), adscrita al Departament de la Presidència.
Diputat al Parlament de Catalunya en la VII i VIII legislatures. Va ser batlle d'Agullana entre 1999 i 2015.